# Marvin Zeegelaar
Marvin Romeo Kwasie Zeegelaar (* 12. August 1990 in Amsterdam) ist ein niederländischer Fußballspieler. Zuletzt war es in Diensten von Udinese Calcio.

## Karriere
Zeegelaar begann mit dem Vereinsfußball in der Jugend vom FC Volendam und wechselte 2006 in die Jugend vom niederländischen Traditionsverein Ajax Amsterdam. Ab 2009 wurde er auch bei den Profis berücksichtigt und absolvierte für diese in der Spielzeit 2008/09 eine Pokalbegegnung. Die nachfolgenden zwei Spielzeiten machte er je Spielzeit zwei Ligabegegnungen. Die Rückrunde der Spielzeit 2010/11 verbrachte er bei Excelsior Rotterdam.
Zur Spielzeit 2011/12 wechselte er samt Ablöse zur zweiten Mannschaft vom Espanyol Barcelona. Im Sommer 2012 wechselte er zum türkischen Erstligisten Sanica Boru Elazığspor. Wurde vor dem Ende der Sommertransferperiode an den englischen Verein FC Blackpool ausgeliehen.